# ОШ „Свети Сава” Пирот
ОШ „Свети Сава” Пирот је основношколска установа у Пироту. Основана је 1825. године.

## Историјат
Школа је основана 1825. године у кући даскала Пејче у Тијабари. Нема поузданих извора како је радила Школа све до надирања бугарске егзархије у граду. Тада је Школа имала назив Б'лгарско народно училиште "Св. Кирил и Методии". Када је уследило ослобођење од Турака 1877. године, Школа је започела са радом а у периоду од 1895. до 1914. се звала Краљевска српска основна школа пиротска.
За време бугарске окупације током Првог светског рата, Школа се звала Б'лгарско народно училиште. Наставила је да ради нормално после ослобођења 29. јануара 1919. године. Године 1924. је подигнута нова зграда Школе.
Школа је радила и у време бугарске окупације током Другог светског рата под називом Цар Борис III са наставним особљем из Бугарске.
Актом градског народноослободилачког одбора Пирот је после ослобођења наређено да се укину тадашњи називи школа. Тада су у Пироту радиле две школе и она је названа само Школа број два.
Општински савет за културу и просвету покренуо је 1954. године оснивање треће основне школе. Тако је Школа подељена у две те су једну назвали "Павле Крстић" а другу "Радоје Домановић". Две школе у једној згради су радиле тако само две године. Године 1957. је одлучено да се ипак две школе споје у једну под називом "Павле Крстић". Школа је носила ово име до 7. фебруара 1992. године када је промењено у ОШ "Свети Сава". 